# Viacheslav Ionov
Viacheslav Ionov (Moscú, URSS, 26 de junio de 1940-25 de junio de 2012) fue un deportista soviético que compitió en piragüismo en la modalidad de aguas tranquilas. 
Participó en los Juegos Olímpicos de Tokio 1964, obteniendo una medalla de oro en la prueba de K4 1000 m. Ganó una medalla en el Campeonato Mundial de Piragüismo de 1966 y tres medallas en el Campeonato Europeo de Piragüismo en los años 1965 y 1967.

## Palmarés internacional
| Juegos Olímpicos   | Juegos Olímpicos      | Juegos Olímpicos  | Juegos Olímpicos |
| Año                | Lugar                 | Medalla           | Competición      |
| ------------------ | --------------------- | ----------------- | ---------------- |
| 1964               | Tokio (Japón)         | Medalla de oro    | K4 1000 m        |
| Campeonato Mundial |                       |                   |                  |
| Año                | Lugar                 | Medalla           | Competición      |
| 1966               | Berlín Oriental (RDA) | Medalla de oro    | K4 10 000 m      |
| Campeonato Europeo |                       |                   |                  |
| Año                | Lugar                 | Medalla           | Competición      |
| 1965               | Bucarest (Rumania)    | Medalla de bronce | K4 10 000 m      |
| 1967               | Duisburgo (RFA)       | Medalla de plata  | K4 1000 m        |
| 1967               | Duisburgo (RFA)       | Medalla de oro    | K4 10 000 m      |